# Baksaháza (Nógrád vármegye)
Baksaháza puszta Nógrád vármegyében, a Salgótarjáni járásban. Ma Karancslapujtő külterülete. Régebbi iratokban még Baksaházapuszta, illetve Baxaháza. A településhez tartozott egy némileg elkülönült, ma már nem létező kisebb házcsoport Kisbaksaháza néven (délkeleti irányban kb. 7–800 m-re, régebben: Alsóbaksaháza illetve Baksaháza alsó).

## Fekvése és megközelíthetősége
Nógrád vármegye északi részében, a Dobroda-patak völgyében található. Kizárólag közúton közelíthető meg. Karancslapujtőről dél-nyugatra fekszik, a Baksa út vezet oda.
Karancslapujtő mögött emelkedik a 725 m magas Karancs.
A megyeszékhelytől, Salgótarjántól légvonalban 9 km-re északnyugatra fekszik, ahonnan autóval a Litkére vezető, a Karancs lábánál futó 2206-os úton közelíthető meg. Karancslapujtővel – aminek jelenleg külterülete – szomszédos települések: északon Karancsberény, nyugaton Karancskeszi, délen Etes, délkeleten pedig Karancsalja. Közigazgatási területe keleten határos Salgótarjánnal is.

## Története
Baksaháza a környékbeli pusztákhoz hasonló kistelepülés volt. Ezek egyesüléséből, összeépüléséből a közelben két falu jött létre, Karancskeszi és Karancslapujtő. Baksaháza a legutóbbi időkig független település volt. Ennek oka talán az lehetett, hogy lakosainak földje az átlagosnál nagyobb volt, s így távolabb esett a többi kistelepüléstől. Továbbá hogy a Dobroda túlsó partján fekszik, távolabb az országúttól.
Nem kizárt, hogy a falucska régi temetőjében nyugszik Baksa Márkus, mára jelöletlenné vált sírban.
A közeli „Csata-völgy"-ben 1593-ban a füleki várból kivonuló török hadat egy magyar csapat megtámadta s szétverte. A helyi szóbeszéd a csapat vezetését az itteni Baksákhoz köti.
A Rákóczi szabadságharc idején Nógrád vármegye katonailag fontos terület volt. Szécsényben tartott országgyűlést egy ízben Rákóczi (1705).
A kicsiny Baksaháza hosszabb ideig Rákóczi generálisának, Esterházy Dánielnek volt a főhadiszállása.

## Említése

### Esterházy Dániel (1704. és 1709.)
„Esterházy (Esterhaz) Dániel baksaházapusztai táborban (In castus ad praedium Bakóház) kelt levelében sürgeti, hogy Darvas Mihály, Nógrád vármegye alispánja (Tekintetes, nemzetes Vitézlő; nemes Nógrád vármegye viceíspány jóakaró uramnak, ö kegyelmének) a fűrészi és osztroszkai hágókat tegye járhatatlanná az ellenség számára. A hadi helyzetről a jövőben tudósítani fogja, de most nem tud semmi különösről beszámolni.

NML XIV-3. C-5/5. 209. Magyar és latin nyelvű irat. A levelet Szécsénybe küldték.”
Az 1709-es másik irat:
„Esterházy Dániel nyílt rendelete az átállók elfogóinak büntetéséről

(Baksaházapuszta, 1709. szeptember 13.)

Galántai (Galanthai) Esterházy (Esterhas) Dániel, a fejedelem belső tanácsosa, altábornagy, helytartó, a Dunán inneni némely terület jelenlegi vezénylő parancsnoka (Erdély Ország és Magyar haza szabadságáért Confoederált Nemes Statusok Vezérlő Fejedelme Felső Vadászi Második Rákóczy Ferencz kglmes Urunk ö Felsége egyik belső Tanácsa, Mezei commendírozó Generalis Marsai, Locumtenens, és Dunán innen némely részek actualis Generális Commendansa) baksaházapusztai táborban (ex Castris ad Baksahaza positis) kelt levelében beszámol arról, hogy az ellenség betört Nógrád vármegyébe, de kénytelen volt visszavonulni Zólyom vármegyébe, s Ocsova nevű faluba szállt. A visszavonuló ellenség egy része átállt a fejedelem oldalára, hűségesküt tett le, de a falvak lakosai elfogták őket, amikor Esterházyhoz mentek, s visszavitték őket az ellenséghez. Esterházy megtiltja a települések bíráinak (Városi, falusi Bíráknak), hogy tárgyaljanak a császáriakkal, vagy kedvezzenek az ellenségnek. Bárki, aki az átállókat elfogja, s az ellenségnek átadja, azokat a településük bírájával elrettentésül öljék meg, s javait kobozzák el.
NML XIV-3. C-5/8. 188-189. Magyar és latin nyelvű irat. Közgyűlés előtt 1709. szeptember 16-án, ahol az esküdt jegyző (per Juratum Notarium) olvasta fel.

### Vályi András[10](1796-1799)
„BAKSAHÁZA. Bolgarov. Szabad puszta Nógrád Vármegyében,

birtokos Ura Baksa Uraság. Határja jó termékenységű.”

### Fényes Elek[12](1851)
„Baksaháza, puszta, Nógrád vármegyében, 99 kath. lak. Karancskeszi fil.”

## Egyéb
- Baksaháza a Google műhold felvételén
- A Monarchia második katonai felmérését rögzítő katonai térkép (1806-1869)